# San Giorgio a Cremano
San Giorgio a Cremano är en ort och kommun i storstadsregionen Neapel, innan 2015 provinsen Neapel, i regionen Kampanien i Italien. Kommunen hade 45 122 invånare (2017).